# Није било узалуд
Није било узалуд је југословенски филм из 1957. године. Режирао га је Никола Танхофер који је, заједно са Пером Будаком написао и сценарио.

## Радња
Млади доктор Јуре враћа се након десет година у родно примочварно место Крње, како би преузео службу од локалног доктора Ђуке Радића који ускоро одлази у пензију. Јурина супруга Вера није задовољна што Јуре преузима службу у тако заосталом крају. Јуре пак осећа потребу да се одужи доктору који је био најбољи пријатељ његовог покојног оца и помагао му након очеве смрти када је студирао у Загребу.
Локални становници више поверења имају у мочварну врачару и надрилекару звану Чарка, мајку злокобног Радака који је наводно погинуо 1945. Због тога Јуре готово и нема пацијената, а његов покушај да вакцинише сеоску дјецу против тифуса завршава фијаском. Јединог наклоњеног човека међу становницима мочварних села Јуре проналази у младом Мији Кладару, а све више се зближава и са 17-годишњом Ђукином ћерком, привлачном и љупком Бојком. Некако у вријеме Јурина доласка, у крају су учестали сумњиви смртни случајеви и су сви утопљеници у мочвари...

## Улоге
| Глумац         | Улога                  |
| -------------- | ---------------------- |
| Борис Бузанчић | Јуре                   |
| Мира Николић   | Бојка                  |
| Злата Перлић   | Вера                   |
| Миа Оремовић   | Видасова жена          |
| Вјера Симић    | Чарка                  |
| Звонимир Рогоз | др. Ђука Радић         |
| Иван Шубић     | Видаш                  |
| Љуба Тадић     | Радак (као Љубо Тадић) |
| Антун Врдољак  | Мијо                   |
| Марија Алексић |                        |

Остале улоге  ▼
| Глумац           | Улога             |
| ---------------- | ----------------- |
| Силва Фулгоси    |                   |
| Дука Тадић       | Марко             |
| Младен Шермент   | Кочијаш           |
| Стјепан Јурчевић |                   |
| Бранко Мајер     | Криминалист Делић |
| Бранко Шантић    |                   |
| Звонимир Нубер   |                   |

Комплетна филмска екипа  ▼
| Редитељ                   | Никола Танхофер    |                                            |
| Сценариста                | Перо Будак         | (идеја)                                    |
| Сценариста                | Никола Танхофер    |                                            |
| Композитор                | Мило Ципра         |                                            |
| Директор фотографије      | Славко Залар       |                                            |
| Mонтажер                  | Радојка Танхофер   | (као Радојка Иванчевић)                    |
| Сценограф                 | Здравко Гмајнер    |                                            |
| Костимограф               | Олга Марушевски    |                                            |
| Одсек за шминку           | Дује Дупланчић     | шминкер                                    |
| Одсек за шминку           | Бранка Кинцл       | фризер                                     |
| Менаџер продукције        | Јосип Лулић        | директор филма                             |
| Менаџер продукције        | Крешимир Новак     | вођа снимања                               |
| Помоћник режије           | Ђорђе Јањатовић    | помоћник редитеља                          |
| Помоћник режије           | Раденко Остојић    | први помоћник редитеља                     |
| Помоћник режије           | Крсто Петањек      | помоћник редитеља                          |
| Одсек за звук             | Константин Ћук     | асистент тонског сниматеља (као Коста Ћок) |
| Одсек за звук             | Федор Јелер        | асистент тонског сниматеља                 |
| Одсек за звук             | Младен Пребл       | тон мајстор                                |
| Одсек за камеру и расвету | Иван Балтић        | вођа расвете                               |
| Одсек за камеру и расвету | Миодраг Грбић      | пратилац камере                            |
| Одсек за камеру и расвету | Никола Вујасиновић | сценски мајстор                            |
| Одсек за камеру и расвету | Илија Вукас        | пратилац камере                            |
| Одсек за костим           | Милица Бјелобрк    | гардеробер                                 |
| Одсек за монтажу          | Иванка Гуложнић    | асистент монтажера                         |
| Музички одсек             | Младен Басић       | диригент                                   |
| Музички одсек             | Лидија Јојић       | музички уредник                            |
| Остала екипа              | Драга Броз         | секретар продукције                        |
| Остала екипа              | Иванка Форенбацхер | секретар режије                            |